# Hyllus viduatus
Hyllus viduatus är en spindelart som beskrevs av Lodovico di Caporiacco 1940. Hyllus viduatus ingår i släktet Hyllus och familjen hoppspindlar. Inga underarter finns listade i Catalogue of Life.